# Tepuihyla rodriguezi
Espèce
Synonymes
- Hyla rodriguezi Rivero, 1968
- Osteocephalus rodriguezi (Rivero, 1968)
- Osteocephalus galani Ayarzagüena, Señaris & Gorzula, 1993
- Tepuihyla galani (Ayarzagüena, Señaris & Gorzula, 1993)
- Osteocephalus rimarum Ayarzagüena, Señaris & Gorzula, 1993
- Tepuihyla rimarum (Ayarzagüena, Señaris & Gorzula, 1993)
- Tepuihyla talbergae Duellman & Yoshpa, 1996

Statut de conservation UICN

 DD  : Données insuffisantes
Tepuihyla rodriguezi est une espèce d'amphibiens de la famille des Hylidae.

## Répartition
Cette espèce se rencontre :
- au Venezuela dans l'État de Bolívar de 1 100 à 1 210 m d'altitude dans la sierra de Lema, sur le Tepuy Guadacapiapui, sur le Tepuy Ptari et dans la Gran Sabana ;
- au Guyana vers 360 m d'altitude dans la région Potaro-Siparuni.

## Taxinomie
Tepuihyla galani et Tepuihyla talbergae ont été placés en synonymie par Jungfer, Faivovich, Padial, Castroviejo-Fisher, Lyra, Berneck, Iglesias, Kok, MacCulloch, Rodrigues, Verdade, Torres-Gastello, Chaparro, Valdujo, Reichle, Moravec, Gvoždík, Gagliardi-Urrutia, Ernst, De la Riva, Means, Lima, Señaris, Wheeler et Haddad en 2013 et Tepuihyla rimarum par Kok, Ratz, M. Tegelaar, Aubret et Means en 2015.

## Étymologie
Cette espèce est nommée en l'honneur de Gilberto Domingo Rodríguez Ramírez (1929-2004).

## Publication originale
- Rivero, 1968 : A new species of Hyla (Amphibia, Salientia) from the Venezuelan Guavana. Breviora, no 307, p. 1-5 (texte intégral).